# Anacolosa
- Commons
- Wikispecies

Anacolosa é um género de plantas com flores com 25 espécies pertencente à família Olacaceae.

## Espécies selecionadas
- Anacolosa arborea Koord. & Valeton
- Anacolosa casearioides Cavaco & Keraudren
- Anacolosa cauliflora Sleumer
- Anacolosa celebica Valeton ex Koord.
- Anacolosa densiflora Beddome
- «Lista completa»